# Parafia Matki Bożej Częstochowskiej w Augustowie
Parafia Matki Bożej Częstochowskiej w Augustowie  – rzymskokatolicka parafia leżąca w dekanacie Augustów-MB Królowej Polski należącym do diecezji ełckiej.

## Historia
Budynek kościoła Matki Bożej Częstochowskiej w Augustowie powstał w latach 1896–1909 jako rosyjska cerkiew wojskowa. W latach 1927–1939 służył jako katolicki kościół garnizonowy 1 Pułku Ułanów Krechowieckich. W roku 1957 władze przekazały były kościół garnizonowy społeczności katolickiej – pierwsze nabożeństwo odprawiono w maju 1957. Świątynia stała się w 1970 r. samodzielnym rektoratem pod wezwaniem Matki Boskiej Częstochowskiej. Parafię pod tym samym wezwaniem erygowano w roku 1980. Pierwszym proboszczem został ks. Antoni Kochański. W kolejnych latach wzniesiono plebanię i dobudowano wieżę. W 1984 r. kościół stał się siedzibą dekanatu Augustów MB Królowej Polski.

## Proboszczowie
- ks. Antoni Kochański (1970–2007)[3]
- ks. Marian Szewczyk (2007–2018)[3]
- ks. Jerzy Owsianka (od 2018)[4]